# Emmanuel Séjourné
Emmanuel Séjourné (* 16. Juli 1961 in Limoges, Frankreich) ist ein französischer Komponist und Perkussionist mit den Schwerpunkten Marimba und Vibraphon. Seine zugleich rhythmische, romantische und energische Musik schöpft ebenso sehr aus der westlichen Klassischen Musik wie aus der populären Kultur (Rock, Jazz, außereuropäische Musikformen).

## Ausbildung
Emmanuel Séjourné absolviert zunächst ein klassisches Musikstudium in den Fächern Klavier, Geige, Musikgeschichte, Akustik und Musikanalyse an der Conservatoire de Strasbourg, Frankreich. Anschließend, 1976, setzt er dort seine Ausbildung fort und zwar in der Perkussions-Klasse von Jean Batigne, dem Gründer und damaligen Leiter des Ensembles Les Percussions de Strasbourg. Batigne bringt ihm insbesondere die zeitgenössische und die improvisierte Musik nahe. Als brillanter Schüler wird er 1980 als Bester Perkussionist ausgezeichnet und spezialisiert sich auf Keyboard-Perkussionsinstrumente.

1984 beginnt seine Karriere als professioneller Musiker, mit der Berufung als Professor für Keyboard-Perkussionsinstrumente an die Conservatoire de Strasbourg und mit dem Grand Prix Audiovisuel de l'Europe für sein Album „Saxophone et Percussion“. Etwa gleichzeitig veröffentlicht er erste eigene Kompositionen.

## Karriere
Emmanuel Séjourné wird zunächst zu einem der anerkanntesten Spezialisten der Keyboard-Perkussionsinstrumente Marimba und Vibraphon. Später verlegt er den Schwerpunkt seiner Arbeit nach und nach auf die Komposition, gibt aber weiter Konzerte und unterrichtet auch nach wie vor. So führt er bis heute eine dreifache Karriere als Komponist, Interpret und Pädagoge.

### Komponist
Séjourné komponiert ebenso für Orchester wie für Kammerensembles oder Solisten. Als überzeugter Eklektiker interessiert er sich für alles, was über den Rahmen der reinen Konzertmusik hinausgeht. Seine Werke umfassen auch Bühnen-, Ballett- und Filmmusik. Er komponiert in diesem Bereich unter anderem für den Radiosender France Culture, die deutschen Fernsehanstalten ARD und ZDF und den deutsch-französischen Kultursender Arte.
Fasziniert von der Idee der Kombination verschiedener künstlerischer Ausdrucksformen, beginnt er 1984 fürs Theater zu komponieren. Ein Jahr später erhält er den Preis für die Beste Bühnenmusik im Off-Teil des Theaterfestivals Avignon. Aus Anlass des Jubiläums „2000 Jahre Strasbourg“ beauftragt ihn die Stadt mit der Komposition der Musik zu einem Stück des Opernballetts mit dem Titel Les Envahisseurs. Ein weiteres Zeichen für sein ungebrochenes Interesse an lebendiger Bühnenkunst ist das 1998 komponierte Stück Planète Claviers, ein Auftragswerk des Festivals Grame für das Ensemble Percussions Claviers de Lyon. Das burleske und originelle Werk wird in den folgenden drei Jahren über 120 Mal aufgeführt. Von seiner Vorliebe für die Verbindung verschiedener Ausdrucksformen zeugt das Stück Famim, in Auftrag gegeben und 2001 uraufgeführt von dem Jazzpianisten Michael Borstslap und der Amsterdam Percussion Group. Es verbindet improvisierte, zeitgenössische und populäre Musikformen. 2004 komponiert Séjourné für das Luxemburger Staatstheater das Musical School Boulevard.
Daneben ist er Autor von Konzerten für Perkussionsinstrumente und Orchester, von denen zwei ein breites internationales Publikum gefunden haben. Das 1999 komponierte und vom Orchestre d’Auvergne uraufgeführte Konzert für Vibraphon und Streichorchester wird von der Kritik äußerst positiv aufgenommen. Das Luxemburger Wort beschreibt es als „lebendigen Beweis für den großartigen Aufschwung der Perkussionsmusik und die schöpferische Vitalität der zeitgenössischen Musik.“

Auch das 2006 komponierte, von Bogdan Bacanu in Auftrag gegebene und mit den Salzburger Solisten aufgeführte Konzert für Marimba und Streichorchester wird rasch zum unumgänglichen Teil des Marimba-Repertoires. Bacanu und die Salzburger Solisten spielen es in der Folge auch für ihr Album True Colors bei Classic Concert Records ein.
Emmanuel Séjourné erhielt als Komponist die Unterstützung zahlreicher Auftraggeber, darunter die Städte Arras, Aurillac, Strasbourg und Luxemburg, der Regionalrat Bouches-du-Rhone, das Europäische Institut für Chorgesang und die Pariser Oper.

Daneben arbeitet er regelmäßig für andere Perkussionsmusiker. Seine Werke wurden etwa von Gary Cook, John Pennington, Ju-Percussion Group, Bob Van Sice, Nancy Zeltsman, Marta Klimasara, Katarzyna Myćka, Sylvie Reynaert und der Amsterdam Percussion Group aufgenommen. Sie gehören zum Repertoire von zahlreichen Orchestern, insbesondere dem Nagoya Philharmonic, dem Osaka Philharmonic, der Sinfonia Toronto, der Croatian Radio Television Symphony, dem Luxembourg Philharmonique, dem Orchestre Suisse Romande, dem Lausanne Chamber Orchestra, dem Orchestre de la Suisse Italienne, der Camerata de Bourgogne, den Bochumer Symphonikern, dem Württembergischen Kammerorchester, dem Orchestre d’Auvergne und den Orchestern von Cannes, Nizza und Pau.

### Perkussionist
1981 gründet Emmanuel Séjourné zusammen mit dem Saxofonisten Philippe Geiss das Ensemble Noco Music. Ihr Album „Saxophone et Percussion“ wird 1984 von der Académie du Disque Français mit dem Grand Prix Audiovisuel de l’Europe ausgezeichnet. 1996 ist Séjourné, begleitet vom New London Chamber Choir, der Solist der Uraufführung von „Séance für Sopran, gemischten Chor, MIDI-Vibraphon und Elektronik“, einem Werk des englischen Komponisten James Wood, dessen origineller Einsatz des midi-modifizierten Vibraphon dem Instrument neue Perspektiven eröffnet.
Als Mitglied des Ensembles für zeitgenössische Musik Accroche-Note hat Emmanuel Séjourné seit 1988 über 100 Werke von Komponisten wie Donatoni, Dillon, Aperghis, Manoury, Fedele, Mâche und Pesson uraufgeführt. Sein Repertoire als Interpret umfasst Konzerte, Kammermusik und Solostücke.
Er gibt weiterhin zahlreiche Konzerte in Europa, Asien und Nordamerika und spielt regelmäßig mit verschiedenen Orchestern, wie der Philharmonie Luxemburg, mit der er schon 1997 das Konzert für Marimba und Orchester von Camille Kerger aufgenommen hat. Zudem ist er Gast bei zahlreichen Festivals wie „Archipel“ in Genf, „Ars Musica“ in Brüssel, „Ultima“ in Oslo, „Musica“ in Strasbourg, den Festivals von Huddersfield und Zürich und den Biennalen von Zagreb und Venedig. Dazu kommen Aufnahmen unter dem Label von Universal, Empreinte Digitale und Auvidis. Der Marimba-Hersteller Adams unterstützt ihn als Sponsor.
Daneben spielt Emmanuel Séjourné auch Improvisationsmusik und Jazz, insbesondere mit dem Schweizer Gitarristen Max Lâsser, dem Schweizer Perkussionisten Fritz Hauser und dem Komponisten Friedemann, mit dem zusammen er 2012 für das Album „The Concert“ den German Jazz Award Gold 2012 erhielt.

Im Augenblick tritt er regelmäßig im Keyboard-Percussion-Duo mit Sylvie Reynaert auf.

### Pädagoge
Emmanuel Séjourné unterrichtet seit 1984 Keyboard-Perkussionsinstrumente an der Conservatoire/Hochschule de Strasbourg, wo er derzeit auch als pädagogischer Leiter der Gesamtabteilung Perkussion fungiert. 1991 legt er die in Frankreich erforderliche Staatliche Eignungsprüfung als Professor erfolgreich ab. 1994 wird er als pädagogischer Berater für die Vorbereitung dieser Eignungsprüfung ins Ministerium berufen. Er wird regelmäßig als Jury-Mitglied zu internationalen Wettbewerben eingeladen, seine Masterclasses an den bekanntesten Musikhochschulen Europas, Asiens und Nordamerikas sind überaus gefragt. Zu seinen pädagogischen Leistungen zählt vor allem ein sechsteiliges Lehrwerk für Keyboard-Perkussionsinstrumente. Er ist auch Mitautor der Werkauswahl für Schlagwerk-Schüler „10 ans avec la percussion“, herausgegeben im Verlag der Pariser Cité de la Musique de Paris.

## Komplette Werkliste
Orchester / großes Ensemble / Chor mit Solist :
Concerto pour vibraphone et orchestre à cordes (1999) – Auftragskomposition von Vibraphone International Competition
Concerto pour percussion solo et harmonie (2002) – Auftragskomposition von ADDIM 78
Concerto pour 3 percussions et harmonie (2002) – Auftragskomposition von ADDIM 78
Concerto pour vibraphone et 5 percussions (2002) – Concerto für Vibraphon und Streicher in der Bearbeitung für Vibraphon und Schlagzeugensemble
Book of Gemmes (2003) – für gemischten Chor und 2 Schlagzeuger; lateinischer Text des Bischofs Marbode (1037–1125); Auftragskomposition von Gary Cook und John Pennington
Concerto pour marimba et orchestre à cordes (2005) – Auftragskomposition von Bogdan Bacanu
Ketsana (2006) – für Symphonieorchester; Auftragskomposition von Young Mondial World Orchestra
Carmina 86 (2007) – für gemischten Chor, 2 Piano et 5 Schlagzeuger; Auftragskomposition von INECC
America’s Cup Concerto (2007) –  für “multiple percussion solo” und Orchester; Auftragskomposition von Young Mondial World Orchestra
Ta voix contre la pauvreté (2008) – Suite für Tenor, Sopran, Chor, Synthesizer und zwei Schlagzeuger; auf der Grundlage der Erklärung der Menschenrechte; Auftragskomposition von INECC
ConCerto Fuoco (2009) – für Marimba und Blasorchester – Auftragskomposition von Attilio Terlizzi
Magellan Concerto (2010) –  für Schlagzeug und Streichorchester – 5 Sätze; Auftragskomposition von Concours International de Percussions Cannes
Double Concerto pour vibraphone, marimba et orchestre (2012) – Auftragskomposition von Tatiana Koleva
Kammermusik :
African Songs Duo (1994) –  für 2 Marimbas
African Songs Trio (1992) – für 3 Marimbas
MartianTribes (1995) – für 4 Schlagzeuger; Auftragskomposition von Rotterdam Percussion
Losa (1999) – Duo Marimba und Vibraphone
Famim (2001) – für Piano und 4 Schlagzeuger; Auftragskomposition von Amsterdam Percussion Group
Famim 2 (2002) – Duo für Piano und Percussion; Auftragskomposition von Ensemble Pianosticks
Resilience (2004) – visuelles Stück für 8 Schlagzeuger; Auftragskomposition von Ju Percussion Group
Departure (2005) – Duo für 2 Marimba 5 Octaven; Erstaufführung: Nancy Zeltsman und Ria Ideta
Eluard's Pieces (2006) – für Marimba 5 Octaven und Bariton; Auftragskomposition von Doug Smith
Sosso-Bala (2007) – für 8 Schlagzeuger; Auftragskomposition von Ju Percussion Group
Suite pour marimba et quatuor de percussions (2007) – Auftragskomposition von Laurent Mariusse
Attraction (2007) –  für Violine, Marimba 5 Octaven und elektronisches Zuspielband; Auftragskomposition von Opéra de Paris
Calienta (2009) – für Gitarre und Marimba 5 Octaven; Auftragskomposition von Duo Berimba
Abalone (2011) –  für Flöte und 2 Marimbas 5 Octaven; Auftragskomposition von dem Verband Art, Culture et Tradition de St Paul de Vence
Avalanche (2012) – für Percussion (Vibraphon, Marimba) und Piano;  Auftragskomposition von A.Gerassimez
Promenades (2013) – für Sopran, Marimba und 2 Cristalle Baschet; Auftragskomposition von Ensemble Hope
Solo :
Nancy (1989) – für Marimba 5 Octaven
African Songs (1991) – für Marimba
Katamiya (1995) – für Marimba
Chandigarh (2007) – für Marimba 5 Octaven; Auftragskomposition von Guy Frisch
Romantica (2007) – für Marimba 5 Octaven
Prelude (2012) – für Marimba 5 Octaven; Auftragskomposition von Bogdan Bacanu
Aufführung :
Planète Claviers (1998) – Aufführung für 5 Schlagzeuger; Auftragskomposition von Percussions Claviers de Lyon
Quarto para Quatro (2001) – Aufführung für 4 Schlagzeuger; Auftragskomposition von der Gruppe Drumming (Portugal)
Resilience (2004) – Aufführung für 8 Schlagzeuger; Auftragskomposition von Ju Percussion Group (Taiwan)
Comment on fait pour le soleil (2004) – Auftragskomposition von Conseil régional Provence-Alpes-Côte d’Azur;
Musik: E.Séjourne; Texte/Inszenierung: Pierre-Jean Carrus
School Boulevard (2005) – Musical; Auftragskomposition von der Nationaltheater von Luxemburg;
Musik: E.Séjourné; Szenario: E.Séjourné/C.Duguet; Dialogen: C.Duguet; Inszenierung/Choreografie: G.Celestino
Kompositionen für Junges Publikum :
Issa (2004) –  für Percussion-Ensemble, Kinderchor, Tenor und Sopran; Auftragskomposition der Stadt Arras
La forêt (2006) – für Percussion-Ensemble, Jazz-Quartett und Erzähler; Auftragskomposition der Stadt Aurillac
Kiga (2007) – für großes Percussion-Ensemble; Auftragskomposition von der Verband Ça Percute
Esperanto (2010) – für Bläserensemble, Percussion, Harfe, Kinderchor; Auftragskomposition von La Communauté de communes Coteaux d'Azur
Alcyan (2011) – für großes Percussion-Ensemble und gemischten Chor; Auftragskomposition von der Verband Percutemps / der Stadt Arras
La maison des mots (2013) – für Kinderchor und Jazz-Ensemble; Auftragskomposition von INECC
Tanz :
Gwen (1985) – für elektronisches Zuspielband; Choreografie von J.Garcia für Ballettensemble der Opéra du Rhin
La Saga des Rohan (1989) – historisches Fresko; Auftragskomposition der Stadt Saverne und der Conseil régional d’Alsace
Feu (1989) – Auftragswerk der Stadt Straßburg zum Anlass des zweihundertsten Jahrestages der französischen Revolution
Syndrome 87 (1987) – für elektronisches Zuspielband; Choreografie von Marie-Anne Thil
Musicoregraphiline (1987) – Trio für 2 Percussion und Saxophon; Auftragskomposition von Festival de Ludwigsburg; Choreografie von Marianne Thil
Les Envahisseurs (1988) – für Percussion-Ensemble, für Synthesizer und 6 Blechbläser; Auftragskomposition der Stadt Strasbourg; Choreografie von Jean Sarelli für Le Ballet du Rhin
Fête Nationale (2002) – Auftragskomposition der Stadt Luxembourg zum Anlass des luxemburgischen Nationalfeiertages
Metathesis (2014) – für 2 Percussion und 2 Tänzer; Auftragskomposition der KrausFrink Percussion Duo
Theater und Poesie:
Schpaane und Scharwe (1983) – Théâtre des Drapiers (Frankreich)
La légende des siècles (1985) – Compagnie MAL / TJP (Frankreich)
Jacques le peintre (1985) – Théâtre des Drapiers (Frankreich)
Dans la nuit (1987) – Théâtre des Drapiers (Frankreich)
Brel Abend (2001) –  Wallgrabentheater Freiburg
Blue Room (2001) –  Wallgrabentheater Freiburg
Ode à Oum (2013) – für 2 Schlagzeuger; Texte von Sylvie Nève; Auftragskomposition des Verbands Percutemps
TV / Radio :
Deutschland im August (1985) – Film ZDF
Schmutzohne Grenzen (1986) – Film ARD
Le monastère hanté (1986) – Serie France-Culture (Frankreich)
Jeu de mort (1987) – Kurzfilm (Frankreich)
Le lutin aux rubans (1987) – Serie France-Culture (Frankreich)
Meingewissensagtnein (1988) – Fiktion ZDF
Null Bock in der Kunst (1989) – Film ARD
Gleichnisse (1990) – Film ARD
Paraboles (1991) – Film ARD / ORF / SRG
Gleichnisse (1997) – Film ARD
Mississippi (2000) – Film ARTE
J'ai vu changer la terre (2010) – Serie France 5 (Frankreich)
Des racines et des ailes (2011) – France 3 (Frankreich)
Thalassa (2013) – France 3 (Frankreich)

## Auswahl von Tonträgern

### Tonträgerverzeichnis eines Künstlers
zeitgenössische Musik als Solointerpretation :
Withered leaves – New Birth – für solo Marimba und Orchester – Werke von Kerger, Manoury, Mâche, Almada, Smith, Batistelli, und

Takemitsu – mit Orchestre philharmonique de Luxembourg, Leitung: Paul Polivnick – Cristal / SCACD 54221
Centre International de Percussion – Donatoni – Mari – Grammond Portrait / MGB CTS-M81
mit Accroche-Note Ensemble :
Accroche-Note – Live in Berlin – MFP
Georges Aperghis – Simulacres – Universal
Ivan Fedele – Maja – Eempreinte digitale 2004 (Herzschlag von Charles Cros, 5 Stimmgabeln von der Monde de la Musique)
Philippe Manoury – Musique de chambre – Empreinte digitale 2007
François-Bernard Mâche – Musique de chambre – Empreinte digitale 2007
Jazz Performer :
Friedemann – Indian Summer – Biber Records 1987
Friedemann – Short stories – Biber Records 2002
Friedemann – The Concert – Biber Records 2005 (German Jazz Award Gold 2012)

### Tonträgerverzeichnis eines Komponisten
Sosso-Bala – CD « Moving on » Ju-Percussion Group – Windmusic.com
Famim – CD « Release »  Amsterdam Percussion Group – APG Music 2003
Departures – CD « Marimba Classica » Katarzyna Mycka  – SWR Stuttgart/MONS Records 2008
Concerto pour marimba et orchestre – CD « True colors » Bogdan Bacanu –  Classic Concert Records
Concerto pour vibraphone – CD « Vibraphone Concertos » Alexandru Anastasiu und Bucharest National Radio Orchestra – Sniper

Media 2009
Nancy  – CD « Rhythm and Time » Bob Van Sice – Biber Records 66601
Katamiya – CD « See ya Thursday » Nancy Zeltsmann  – Equilibrium EQ 29
Concerto n°2 pour marimba et harmonie – CD « ConCerto Fuoco » Attilio Terlizzi/JOS – LaBel Frappe 2012

## Jury
Concours International de Marimba Luxembourg (1996)
World Marimba Competition Tokyo (1999)
Concours International d’Interprétation Genève (2002)
Concours International de Vibraphone (1999, 2002)
Concours International de Percussion Luxembourg (2005)
Concours OSM/standard life Montréal (2009)
Pendim Competition Bulgarie (2009)
Concours International de Percussion Cannes (2010)
Tromp Competition Eindhoven (2010)
International  Marimba Competition Salzburg (2007, 2009, 2012)
Con Uco percusión Córdoba (2013)

## Verlage
Norsk Musikforlag, Alfonce production, Zimmermann, Honeyrock

pädagogische Verlagswesen:
Leduc, Lemoine, Combre, Zimmermann, Alfonce production, Honeyrock